# Josh Giddey
Joshua James Giddey, detto Josh (Melbourne, 10 ottobre 2002), è un cestista australiano, di ruolo playmaker e guardia, professionista nella NBA.

## Caratteristiche tecniche
Giddey è dotato di un'eccellente visione di gioco e di un'ottima abilità nella gestione del pick and roll. È inoltre un ottimo rimbalzista difensivo. Pecca nel tiro da fuori e nella marcatura a uomo, dove paga soprattutto la mancanza di fisicità.

## Carriera

### Gli inizi
Giddey emerge come uno dei migliori prospetti del basket australiano con la NBA Global Academy, un centro di formazione presso l'Australian Institute of Sport di Canberra. Ai Campionati australiani U-18, svoltisi nell'aprile 2019, tiene le medie di 20 punti, 8,3 rimbalzi e 6 assist a partita, portando la VIC Metro al titolo. Nel gennaio 2020 aiuta la NBA Global Academy a vincere il Torneo Junior Ciutat de L'Hospitalet a Barcellona, venendo anche premiato come MVP della competizione. Nel mese successivo, all'NBA All-Star Weekend a Chicago, prende parte al Basketball Without Borders, venendo nominato All-Star della manifestazione.

### NBL

#### Adelaide 36ers (2020-2021)
Il 12 marzo 2020 firma con gli Adelaide 36ers della National Basketball League (NBL) come parte del programma Next Stars, creato dalla lega australiana per sviluppare futuri prospetti per il Draft NBA, rifiutando diverse offerte da prestigiosi college statunitensi di Division I, tra cui Arizona. Diventa così il primo giocatore australiano a prendere parte al programma. Il 26 aprile 2021, contro i New Zealand Breakers, realizza la sua prima tripla doppia stagionale (12 punti, 10 rimbalzi e 10 assist), diventando il più giovane australiano di sempre a realizzarne una. Si ripete nella partita successiva contro i Brisbane Bullets. Giddey diventa così il primo giocatore australiano di sempre con due triple doppie consecutive nella NBL.
Conclude la sua stagione il 17 maggio, venendo rimosso dal roster dei 36ers, al fine di prepararsi per il Draft NBA 2021. Conclude dunque la stagione con 10,9 punti, 7,3 rimbalzi e 7,6 assist (miglior dato della stagione nella NBL) di media a partita, venendo nominato Rookie dell'anno.

### NBA

#### Oklahoma City Thunder (2021-2024)
A sorpresa, Giddey viene selezionato con la sesta scelta assoluta dagli Oklahoma City Thunder. Il 26 dicembre, grazie ai 10 rimbalzi e 10 assist messi a segno nella vittoria contro i New Orleans Pelicans, Giddey diventa il primo giocatore dal 1971 (quando ci riuscì Norm Van Lier) e il secondo in assoluto a realizzare una doppia doppia con 0 punti a referto. Il 3 gennaio 2022, grazie ai 17 punti, 13 rimbalzi e 14 assist messi a referto nella sconfitta casalinga contro i Dallas Mavericks, diventa il giocatore più giovane nella storia della NBA (19 anni e 84 giorni) a registrare una tripla doppia.

#### Chicago Bulls (2024-oggi)
Nel luglio 2024 viene scambiato per Alex Caruso in una trade con i Chicago Bulls.

### Nazionale
Rappresenta l'Australia al Campionato Oceaniano Under-17 2019 in Nuova Caledonia, dove tiene le medie di 16,4 punti, 7,4 rimbalzi e cinque assist a partita e dove viene nominato nell'All-Star Five, il miglior quintetto della competizione, dopo aver portato la sua squadra alla medaglia d'oro. Nella finale contro la Nuova Zelanda, realizza 25 punti, 8 rimbalzi, 6 assist e 5 palle rubate nella vittoria per 85-56.
Il 23 febbraio 2020 debutta con la nazionale maggiore australiana durante la qualificazione per la FIBA Asia Cup, facendo registrare 11 punti, 6 assist e 3 rimbalzi in 11 minuti e aiutando l'Australia a sconfiggere Hong Kong per 115–52. Giddey diventa il giocatore più giovane a giocare per la squadra senior dai tempi di Ben Simmons nel 2013.

## Statistiche

### NBL
| Anno      | Squadra        | PG | PT | MP   | TC%  | 3P%  | TL%  | RP  | AP  | PRP | SP  | PP   |
| --------- | -------------- | -- | -- | ---- | ---- | ---- | ---- | --- | --- | --- | --- | ---- |
| 2020-2021 | Adelaide 36ers | 28 | 28 | 32,1 | 42,7 | 29,3 | 69,1 | 7,4 | 7,5 | 1,1 | 0,5 | 10,9 |
| Carriera  | Carriera       | 28 | 28 | 32,1 | 42,7 | 29,3 | 69,1 | 7,4 | 7,5 | 1,1 | 0,5 | 10,9 |

### NBA

#### Regular Season
| Anno      | Squadra          | PG  | PT  | MP   | TC%  | 3P%  | TL%  | RP  | AP  | PRP | SP  | PP   |
| --------- | ---------------- | --- | --- | ---- | ---- | ---- | ---- | --- | --- | --- | --- | ---- |
| 2021-2022 | Oklahoma Thunder | 54  | 54  | 31,5 | 41,9 | 26,3 | 70,9 | 7,8 | 6,4 | 0,9 | 0,4 | 12,5 |
| 2022-2023 | Oklahoma Thunder | 76  | 76  | 31,1 | 48,2 | 32,5 | 73,1 | 7,9 | 6,2 | 0,8 | 0,4 | 16,6 |
| 2023-2024 | Oklahoma Thunder | 80  | 80  | 25,1 | 47,5 | 33,7 | 80,6 | 6,4 | 4,8 | 0,6 | 0,6 | 12,3 |
| 2024-2025 | Chicago Bulls    | 70  | 69  | 30,2 | 46,5 | 37,8 | 78,1 | 8,1 | 7,2 | 1,2 | 0,6 | 14,6 |
| Carriera  | Carriera         | 280 | 279 | 29,3 | 46,4 | 33,0 | 76,4 | 7,5 | 6,1 | 0,9 | 0,5 | 14,1 |

#### Playoffs
| Anno     | Squadra          | PG | PT | MP   | TC%  | 3P%  | TL%  | RP  | AP  | PRP | SP  | PP  |
| -------- | ---------------- | -- | -- | ---- | ---- | ---- | ---- | --- | --- | --- | --- | --- |
| 2024     | Oklahoma Thunder | 10 | 8  | 18,1 | 45,3 | 35,3 | 87,5 | 3,6 | 2,1 | 0,2 | 0,4 | 8,7 |
| Carriera | Carriera         | 10 | 8  | 18,1 | 45,3 | 35,3 | 87,5 | 3,6 | 2,1 | 0,2 | 0,4 | 8,7 |

#### Massimi in carriera
- Massimo di punti: 31 vs Charlotte Hornets (28 marzo 2023)[15]
- Massimo di rimbalzi: 18 vs Los Angeles Clippers (18 dicembre 2021)
- Massimo di assist: 17 vs Golden State Warriors (7 marzo 2023)
- Massimo di palle rubate: 4 (2 volte)
- Massimo di stoppate: 2 (8 volte)
- Massimo di minuti giocati: 44 vs Milwaukee Bucks (9 novembre 2022)

## Palmarès

### Nazionale
- FIBA Oceania Under-17 Championship (2019)

### Individuale

#### NBA Global Academy
- Torneo Junior Ciutat de L'Hospitalet MVP (2020)
- Basketball Without Borders All-Star (2020)

#### NBL
- NBL Rookie of the Year (2021)
- NBL Assist Leader (2021)

#### NBA
- NBA All-Rookie Second Team  (2022)

## Record

### NBL
- Più giovane giocatore australiano di sempre a realizzare una tripla doppia.[16]
- Unico giocatore australiano di sempre a realizzare due triple doppie consecutive.
- Primo australiano di sempre con almeno 200 assist nella sua stagione da rookie nella NBL.

### NBA
- Uno dei tre teenager di sempre (insieme a LeBron James e LaMelo Ball) con almeno 100 assist e 100 rimbalzi nelle prime 20 partite in carriera.
- Uno dei tre giocatori di sempre (insieme a Norm Van Lier e Tomas Satoransky) a realizzare una doppia-doppia con 0 punti a referto.[9]
- Più giovane di sempre a realizzare una tripla doppia (19 anni e 84 giorni).[9]
- Uno dei due giocatori di sempre (insieme a Luka Doncic) a realizzare due triple doppie prima dei 20 anni.

## Vita privata
Il padre di Giddey, Warwick, è stato un giocatore di basket professionista, giocando per diversi anni nei Melbourne Tigers. Anche sua madre Kim ha giocato per i Melbourne Tigers nella Women's National Basketball League, la massima competizione femminile australiana.